# Néstor Gaffet
Néstor Rigoberto Gaffet (La Plata, Argentina; 10 de octubre de 1928 - La Plata,, Argentina; 12 de diciembre de 1982) fue un popular productor, empresario, abogado y guionista de cine argentino.

## Carrera
El productor, distribuidor de cine europeo y promotor de cultura, Néstor Gaffet, tuvo una larga y marcada carrera en el ambiente cinematográfico argentino. Distribuyó en 1954 a Ingmar Bergman cuando todavía era un director desconocido, creando así en 1955 la distribuidora "Orbe Film", con la que además distribuye películas de Sjöberg, Wajda, Munk, Fellini, Antonioni, Kurosawa entre otros. Compra "Moderato Cantabile" y la distribuyera en Argentina. En 1963 fue responsable como distribuidor de la empresa "Gala Films". También produjo los mejores films del director Leopoldo Torre Nilsso, con quien creó "Ángel Producciones".
Su hermano fue el también productor de cine Carlos Gaffet, con quien estudió en la Escuela Nº123 y en donde su madre era docente. Néstor cursó sus estdios secundarios en el Colegio Nacional de Trelew, dsiendosahí u padre fpofesor de Química y otras materias , además de se  rctor interino. por un tiempo
En 1947 se fue a La Plata a crealizar studios universitarios,, omenzó Filosofía y Letras, pero luego cambió a Abogacía.
En 1958 escribió el prólogo del libro Cine sueco: (Drama y Renacimiento).
Entre su amplia galería de películas se destaca Un guapo del 900, que tuvo la oportunidad de producir en dos ocasiones: una en 1960 junto con Alfredo Alcón, Arturo García Buhr, Lydia Lamaison y Elida Gay Palmer, y otra en 1971, de la que también fue guionista estelarizado por Jorge Salcedo, Lautaro Murúa, Chunchuna Villafañe y China Zorrilla.
Falleció tras una larga dolencia el 12 de diciembre de 1982 a los 54 años. Un año después de su muerte se convocó a una mesa redonda en su homenaje

## Filmografía
Como productor:
- 1959: Fin de fiesta
- 1960: Un guapo del 900
- 1960: Prisioneros de una noche
- 1961: Piel de verano
- 1961: La mano en la trampa
- 1962: Homenaje a la hora de la siesta
- 1964: La espada de Ivanhoe
- 1966: Cuarenta grados a la sombra
- 1966: El Rey en Londres
- 1966: Una sueca entre nosotros
- 1967: Chao amor
- 1971: Un guapo del 900
- 1974: Boquitas pintadas
- 1974: El mariscal del infierno
- 1974: Los poseídos de Satán[7]

Como guionista:
- 1971: Un guapo del 900